# 타이베이 첩운 원후선

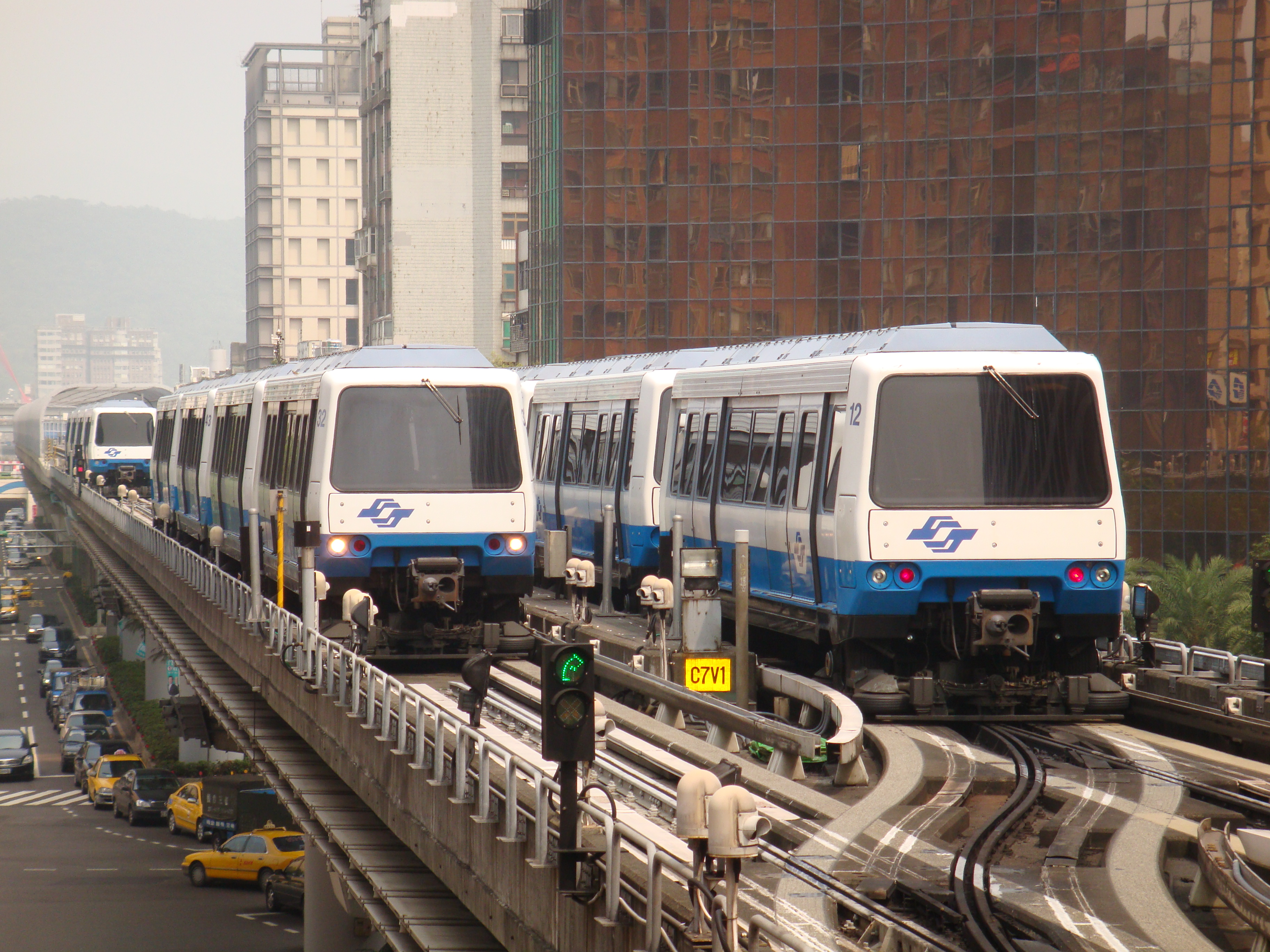
VAL256형 열차

타이베이 첩운 원후선(중국어 정체자: 文湖線, 한자음: 문호선, 영어: Wenhu line)은 중화민국(대만)의 MRT 계통의 노선 중, 가장 빨리 개통하여 운영하고 있는 노선으로, 1996년 3월 28일에 개통하였다. 건설기간과 단계의 차이에 따라 노선 이름이 정해져 있으며, 무자 선(木柵線)과 네이후 선(內湖線)으로 분류한다. 이 두 노선을 합하여 원산네이후 선(文山內湖線), 혹은 원후선(文湖線)이라고 부른다. 타이베이 MRT 원후선은 전 노선이 타이베이 시계 안에 건설되어 있으며, 타이베이 MRT 계통 중 유일하게 신베이시를 지나지 않는 노선이다.

## 개요
타이베이 MRT 원후선은 경전철 계통에 속하며, 쑹산 공항역(松山機場站)의 서측으로부터 중산 중학교역(中山國中站) 및 이남 구간과 젠난루역(劍南路站)을 포함한 동쪽의 구간이 고가로 이루어져있다. 타이베이시 동쪽의 난강 경제무역지구에 위치한 난강 전람관역에서 시작되어, 네이후 지구에 진입한 이후, 캉닝루, 청궁루, 원더루, 네이후루를 따라 다즈역까지 이어진다. 여기서 남쪽의 지룽강와 쑹산 공항을 거쳐, 민쭈둥루, 푸싱베이루를 따라 중산 중학교역까지 연결된다. 이어서, 푸싱난루, 허핑둥루, 푸저우산 지하도, 신하이루, 싱룽루, 완팡루, 무자 지구, 신광루를 거쳐 종점인 동물원역까지 이어진다. 총연장 25.7킬로미터이며, 전 세계에서 가장 긴 경전철노선이다.

### 운행방식
「동물원역(動物園站)—난강 전람관역(南港展覽館站)」을 운행하는 것이 대표적이며,「린광역(麟光站)—젠난루역(劍南路站)」간을 운행하는 구간차가 증편 운행되기도 한다. 원후선은 종합통제센터에서 종합적으로 관제하고 있으며, 이에 따라 무인 4량 편성 전동차가 운행 중에 있다.

### 논의

#### 선컹 연장 논의
인근의 신베이시 선컹 구(深坑區) 주민들이, 선컹 구과 가까운 동물원역에서 선컹 구까지 노선 연장을 요청하였으나, 선컹 인구의 통근시간 인구 이동량이 제한적이고, 전반적인 경제적 효과가 적다고 판단, 타이베이 시 첩운국에서는 타당성연구조차 진행하지 않고 있다. 이전에 원산-네이후선을 네이후 지구로 연장하고자 할 때에, 의견 통합 조정에 큰 어려움을 겪었다. 이에 따라, 선컹 연장을 논의할 때에 이전과 같은 상황이 발생할 것을 우려하여, 대다수의 사람들이 원후선이 아닌, 새로 건설될 타이베이 첩운 환상선(環狀線)을 선컹까지 연장하는 것에 동의하고 있다.

#### 노선 이름에 관한 논의
원후선의 옛 명칭은 무자-네이후 선(木柵內湖線)이었으며, 대중매체와 일반 시민들은 이것을 간략하게 자후 선(柵湖線)이라고 불렀다. 그러나, 이것이 마작 용어인 「자후(詐胡)」와 동음으로, 어감이 좋지 않았기 때문에, 타이베이시의 첩운국과 타이베이 MRT 공사는 2009년 10월 8일 무자선과 네이후선의 통합명칭을 원산-네이후 선(文山內湖線), 약칭으로 원후 선(文湖線)으로 정한 후, 관계있는 표지들의 명칭을 새로 바꾸었다.

## 운항 노선
| 역 번호 | 역명               | 역명            | 역명                             | 접속 노선                                                       | 소재지     | 소재지          |
| 역 번호 | 한국어             | 중국어          | 영어                             | 접속 노선                                                       | 소재지     | 소재지          |
| ------- | ------------------ | --------------- | -------------------------------- | --------------------------------------------------------------- | ---------- | --------------- |
| BR24    | 난강전람관         | 南港展覽館      | Taipei Nangang Exhibition Center | 타이베이 첩운 반난선                                            | 타이베이시 | 난강 구         |
| BR23    | 난강소프트웨어단지 | 南港軟體園區    | Nangang Software Park            |                                                                 | 타이베이시 | 난강 구         |
| BR22    | 둥후               | 東湖            | Donghu                           | ■ 타이베이 첩운 민성시즈선                                      | 타이베이시 | 네이후 구       |
| BR21    | 후저우             | 葫洲            | Huzhou                           |                                                                 | 타이베이시 | 네이후 구       |
| BR20    | 다후공원           | 大湖公園        | Dahu Park                        |                                                                 | 타이베이시 | 네이후 구       |
| BR19    | 네이후             | 內湖            | Neihu                            |                                                                 | 타이베이시 | 네이후 구       |
| BR18    | 원더 (비후공원)    | 文德 (碧湖公園) | Wende (Bihu Park)                |                                                                 | 타이베이시 | 네이후 구       |
| BR17    | 강첸               | 港墘            | Gangqian                         |                                                                 | 타이베이시 | 네이후 구       |
| BR16    | 시후 (더밍과기대)  | 西湖 (德明科大) | Xihu (Takming University)        |                                                                 | 타이베이시 | 네이후 구       |
| BR15    | 젠난루 (미라마)    | 劍南路 (美麗華) | Jiannan Road (Miramar)           | ■ 타이베이 첩운 환상선                                          | 타이베이시 | 중산 구         |
| BR14    | 다즈 (스젠대학)    | 大直 (實踐大學) | Dazhi (Shih Chien University)    |                                                                 | 타이베이시 | 중산 구         |
| BR13    | 송산공항           | 松山機場        | Songshan Airport                 |                                                                 | 타이베이시 | 쑹산 구         |
| BR12    | 중산중학교         | 中山國中        | Zhongshan Junior High School     |                                                                 | 타이베이시 | 쑹산 구 중산 구 |
| BR11    | 난징푸싱           | 南京復興        | Nanjing Fuxing                   | 타이베이 첩운 쑹산신뎬선                                        | 타이베이시 | 쑹산 구 중산 구 |
| BR10    | 중샤오푸싱         | 忠孝復興        | Zhongxiao Fuxing                 | 타이베이 첩운 반난선                                            | 타이베이시 | 다안 구         |
| BR09    | 다안               | 大安            | Daan                             | 타이베이 첩운 단수이신이선                                      | 타이베이시 | 다안 구         |
| BR08    | 테크놀로지빌딩     | 科技大樓        | Technology Building              |                                                                 | 타이베이시 | 다안 구         |
| BR07    | 류장리             | 六張犁          | Liuzhangli                       |                                                                 | 타이베이시 | 다안 구 신이 구 |
| BR06    | 린광               | 麟光            | Linguang                         |                                                                 | 타이베이시 | 다안 구 신이 구 |
| BR05    | 신하이             | 辛亥            | Xinhai                           |                                                                 | 타이베이시 | 원산 구         |
| BR04    | 완팡병원           | 萬芳醫院        | Wanfang Hospital                 |                                                                 | 타이베이시 | 원산 구         |
| BR03    | 완팡단지           | 萬芳社區        | Wanfang Community                |                                                                 | 타이베이시 | 원산 구         |
| BR02    | 무자               | 木柵            | Muzha                            |                                                                 | 타이베이시 | 원산 구         |
| BR01    | 동물원             | 動物園          | Taipei Zoo                       | ■ 타이베이 첩운 환상선 ■ 타이베이 첩운 선컹선 ■ 마오쿵 케이블카 | 타이베이시 | 원산 구         |

## 안내방송
중국어, 영어, (일본어, 한국어,) 대만어, 객가어로 안내
일본어와 한국어로 안내하는 역은 다음과 같습니다.
- 다안
- 중샤오푸싱
- 난징푸싱
- 난강전람관 (종점 역)

## 같이 보기
- 타이베이 첩운
- VAL(Véhicule Automatique Léger)